# ط
| الفبای فارسی |    |   |    |   |   |
| الف          | ب  | پ | ت  | ث | ج |
| چ            | ‌ ح | خ | د  | ذ | ر |
| ز            | ‌ ژ | س | ‌ ش | ص | ض |
| ط            | ظ  | ع | غ  | ف | ق |
| ک            | گ  | ل | م  | ن | و |
| ه            | ی  |   |    |   |   |
| حروف دیگر    |    |   |    |   |   |
| ء            | آ  | اً | هٔ  | ة |   |

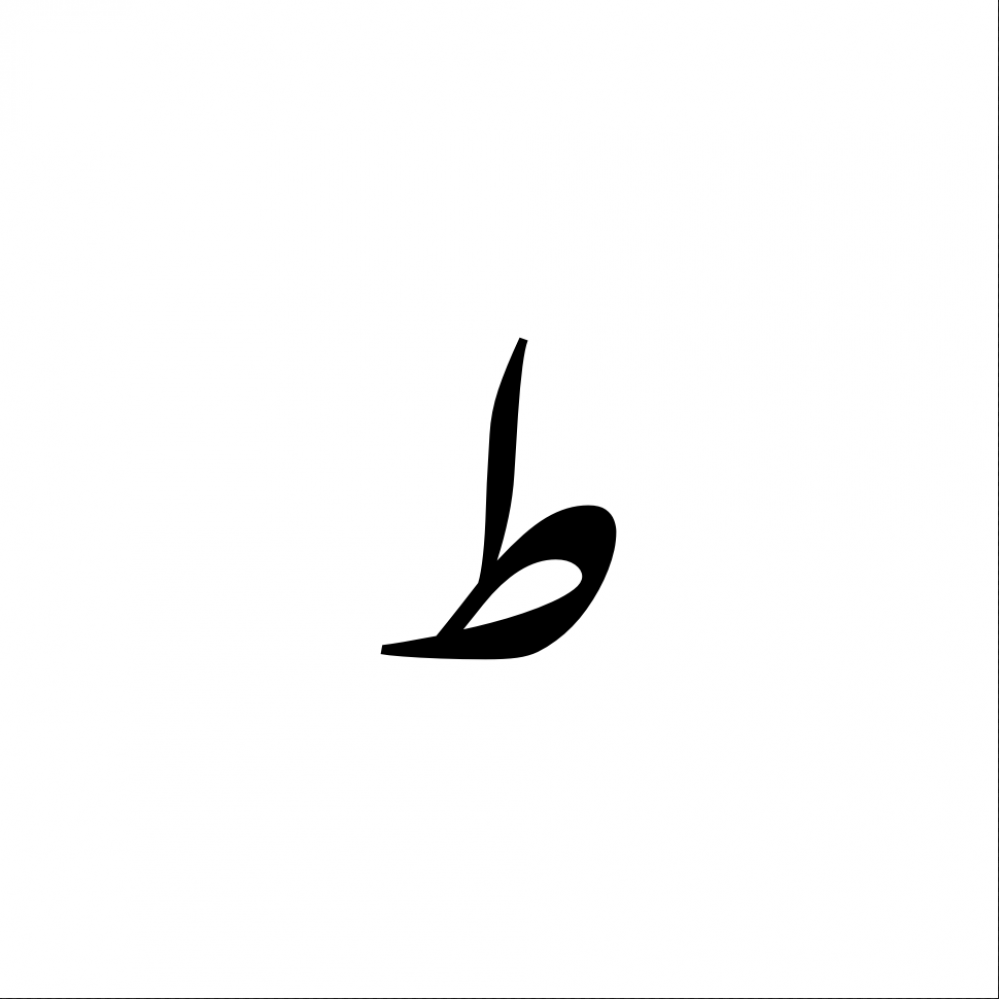
حرف ط

ط حرف نوزدهم در الفبای فارسی، حرف شانزدهم در الفبای عربی (ط - طا) و نهمین حرف از حروف الفبای عبری است. صدای آن در تلفظ فارسی همانند «ت» است ولی در عربی گونه‌ای «ت» لثوی تلفظ می‌شود. 
حرف ط از وات یا واکه های پهلوی ساسانی است ، وات (ط) 𐬙 در الفبای پهلوی ساسانی است بنا به نوشته کتاب فرهنگ واژه‌های اوستا این وات یا واکه به شکل (𐬙) در این کتاب آمده است. این واکه پهلوی پس از فرو هشت و سقوط ساسانیان و پس از ساختن الفبا برای زبان عربی از پهلوی پارسی برای الفبای عربی رو برداری شده است.[۱]